# Alliance des universités d'arts libéraux d'Asie
L'Alliance des universités d'arts libéraux d'Asie (AALAU) est un consortium de grandes universités d'arts libéraux situées dans des pays et régions d'Asie. Formé en novembre 2017, AALAU permet aux universités membres de renouveler et de revigorer les traditions et le développement de l'enseignement des arts libéraux. Son Secrétariat de l'Alliance est situé à l'Université Lingnan de Hong Kong.

## Vue d'ensemble
En raison du fait que les classements universitaires n'ont pas été en mesure de présenter la qualité de l'enseignement pendant une longue période, 15 des universités ayant des visions et des caractéristiques similaires ont formé l'alliance.
Les universités membres fondatrices d'AALAU sont toutes des universités bien connues dans leurs pays respectifs, leur caractéristique commune est fortement internationalisée, leur réputation sociale élevée et leur haute qualité d'éducation (haute performance des diplômés). Certains de ces membres ont été choisis comme «Top 10 des collèges d'arts libéraux en Asie» par Forbes.

## Adhésion
L'Alliance compte 15 universités membres fondatrices (marquage †). À l'heure actuelle, AALAU compte 25 membres.

### Hong Kong
- Université Lingnan †

### Chine continentale
- Université Duke Kunshan †
- Université normale de la Chine de l'Est †
- Université normale du nord-est
- NYU Shanghai (Observer)
- Université de Nottingham à Ningbo †
- Université de Pékin †

### Taiwan
- Université catholique Fu-Jen †
- Université nationale Chengchi †
- Université Tunghai †

### Japan
- International Christian University †
- Université de Kyūshū
- Université Rikkyō
- Université Sophia †
- Université de Tokyo †
- Université Waseda †

### Corée du Sud
- Université Dongguk
- Université féminine Ewha
- Université Kyung Hee †
- Université nationale de Séoul †
- Université de Séoul
- Université de Yeungnam
- Université Yonsei †

### Inde
- Symbiosis School pour les arts libéraux

### Thaïlande
- Université Mahidol